# Liffe 2020
31. Ljubljanski mednarodni filmski festival je potekal od 11. do 22. novembra 2020 na spletu. Filme si je bilo mogoče ogledati na Cinesquare.net in v videoteki DKino televizije Telekoma Slovenije (video na zahtevo). Zabeleženih je bilo približno 12.000 ogledov.

## Nagrade
| Nagrada                          | Prejemnik                                                | Režija               |
| -------------------------------- | -------------------------------------------------------- | -------------------- |
| vodomec                          | Sadeži pozabe / Mila                                     | Christos Nikou       |
| vodomec                          | posebna omemba: Moj jutranji smeh / Moj jutarnji smeh    | Marko Djordjević     |
| nagrada za najboljši kratki film | Nevidni heroj / Invisivel Heroi                          | Cristèle Alves Meira |
| nagrada za najboljši kratki film | posebna omemba: Zima v deževnem gozdu / Talv vihmametsas | Anu-Laura Tuttelberg |
| FIPRESCI                         | Izgnanstvo / Exil                                        | Visar Morina         |
| nagrada Art kino mreže Slovenije | Martin Eden                                              | Pietro Marcello      |
| nagrada Art kino mreže Slovenije | posebna omemba: Švic / Pot                               | Magnus von Horn      |

Za nagrado Art kino mreže Slovenije so se potegovali filmi: Gagarin, Martin Eden, Sol solza, Zlo ne obstaja, Švic, Undine, Oče.
Žirije
- vodomec: Zdravko Duša, Marina Gumzi, Ženja Leiler
- nagrada za najboljši kratki film: Katja Lenarčič, Rok Kajzer Nagode, Igor Prassel
- FIPRESCI: Veronika Zakonjšek, Žiga Brdnik, Nace Zavrl
- nagrada Art kino mreže Slovenije: Gregor Janežič, Žan Papič, Uroš Zavodnik

## Filmi

### Perspektive
| Film              | Izvirni naslov    | Režija                        | Država                       | Leto |
| ----------------- | ----------------- | ----------------------------- | ---------------------------- | ---- |
| Asistentka        | The Assistant     | Kitty Green                   | Združene države Amerike      | 2019 |
| Gagarin           | Gagarine          | Fanny Liatard, Jérémy Trouilh | Francija                     | 2020 |
| Izgnanstvo        | Exil              | Visar Morina                  | Kosovo · Nemčija · Belgija   | 2020 |
| Moj jutranji smeh | Moj jutarnji smeh | Marko Djordjević              | Srbija                       | 2019 |
| Sadeži pozabe     | Mila              | Christos Nikou                | Grčija · Poljska · Slovenija | 2020 |

### Predpremiere
| Film                | Izvirni naslov       | Režija                           | Država                                                                   | Leto |
| ------------------- | -------------------- | -------------------------------- | ------------------------------------------------------------------------ | ---- |
| Dragi tovariši!     | Dorogie tovarišči!   | Andrej Končalovski               | Rusija                                                                   | 2020 |
| Greta               | I Am Greta           | Nathan Grossman                  | Švedska                                                                  | 2020 |
| Izbrisati zgodovino | Effacer l'historique | Benoit Delepine, Gustave Kervern | Francija · Belgija                                                       | 2020 |
| Martin Eden         | Martin Eden          | Pietro Marcello                  | Italija · Francija · Nemčija                                             | 2019 |
| Nažgani             | Druk                 | Thomas Vinterberg                | Danska · Švedska · Nizozemska                                            | 2020 |
| Oče                 | Otac                 | Srdan Golubović                  | Srbija · Nemčija · Francija · Slovenija · Hrvaška · Bosna in Hercegovina | 2020 |
| Poletje 85          | Été 85               | François Ozon                    | Francija · Belgija                                                       | 2020 |
| Švic                | Pot                  | Magnus Von Horn                  | Poljska · Švedska                                                        | 2020 |
| Terapija            | Thalasso             | Guillaume Nicloux                | Francija                                                                 | 2019 |
| Undine              | Undine               | Christian Petzold                | Nemčija · Francija                                                       | 2020 |

### Evropa na kratko
| Film                            | Izvirni naslov / mednarodni naslov     | Režija                       | Država                        | Leto |
| ------------------------------- | -------------------------------------- | ---------------------------- | ----------------------------- | ---- |
| 1. sklop                        |                                        |                              |                               |      |
| Zadnja slika očeta              | Poslednja slika o ocu                  | Stefan Đorđević              | Srbija                        | 2019 |
| Past Perfect                    | Past Perfect                           | Jácome Jorge                 | Portugalska                   | 2019 |
| Zima v deževnem gozdu           | Talv vihmametsas                       | Anu-Laura Tuttelberg         | Estonija · Mehika · Litva     | 2019 |
| Vrtičkarji                      | Kolektyviniai sodai                    | Vytautas Katkus              | Litva                         | 2019 |
| Sun Dog                         | Sun Dog                                | Dorian Jespers               | Belgija · Rusija              | 2020 |
| 2. sklop                        |                                        |                              |                               |      |
| Nevidni heroj                   | Invisivel Heroi                        | Cristèle Alves Meira         | Portugalska · Francija        | 2019 |
| Čežana                          | Apfelmus                               | Alexander Gratzer            | Avstrija                      | 2019 |
| Carrière De Pissy               | Carrière De Pissy                      | Eliott Chabanis              | Francija · Burkina Faso       | 2019 |
| Igra                            | Hra                                    | Lun Sevnik                   | Češka                         | 2019 |
| THORAX                          | THORAX                                 | Fruhauf Siegfried A.         | Avstrija                      | 2019 |
| 3. sklop                        |                                        |                              |                               |      |
| Da Yie                          | Da Yie                                 | Anthony Nti                  | Belgija · Gana                | 2019 |
| Zlate minute                    | Auksinės minutės                       | Saulius Baradinskas          | Litva                         | 2019 |
| Route 3                         | Route 3                                | Thanasis Neofotistos         | Bosna in Hercegovina · Grčija | 2019 |
| Hotdog                          | Hotdog                                 | Alma Buddecke, Marleen Valin | Nemčija                       | 2019 |
| Ponoči je vsaka mačka siva      | All Cats Are Grey in the Dark          | Lasse Linder                 | Švica                         | 2019 |
| Toomas pod dolino divjih volkov | Toomas teispool metsikute huntide orgu | Chintis Lundgren             | Estonija · Hrvaška · Francija | 2019 |

### Ostali programski sklopi
| Film                    | Izvirni naslov                    | Režija            | Država                               | Leto |
| ----------------------- | --------------------------------- | ----------------- | ------------------------------------ | ---- |
| Kralji in kraljice      |                                   |                   |                                      |      |
| Koronacija              | Coronation                        | Ai Weiwei         | Ljudska republika Kitajska · Nemčija | 2020 |
| Sol solza               | Le sel des larmes                 | Philippe Garrel   | Francija · Švica                     | 2020 |
| Zberi se, babica        | Koncentriši se, baba              | Pjer Žalica       | Bosna in Hercegovina · Turčija       | 2020 |
| Panorama                |                                   |                   |                                      |      |
| Antigona (dodatni film) | Antigone                          | Sophie Deraspe    | Kanada                               | 2019 |
| Zlo ne obstaja          | Sheytan vojud nadarad             | Mohammad Rasoulof | Iran · Nemčija · Češka               | 2019 |
| Ekstravaganca           |                                   |                   |                                      |      |
| Mandibule               | Mandibules                        | Quentin Dupieux   | Francija                             | 2020 |
| Kinobalon               |                                   |                   |                                      |      |
| Moj brat lovi dinozavre | Mio fratello rincorre i dinosauri | Stefano Cipani    | Italija                              | 2019 |
| Volkovi                 | Los lobos                         | Samuel Kishi      | Mehika · Združene države Amerike     | 2019 |

Sklop Retrospektiva, ki je bil nazadnje črtan s programa, bi bil posvečen Federicu Felliniju.